# Sherlock Holmes et les Vampires de Londres
Sherlock Holmes et les Vampires de Londres est une série de bande dessinée en deux tomes scénarisée par Sylvain Cordurié et dessinée par Laci mettant aux prises Sherlock Holmes et une bande de vampires sévissant dans le Londres de 1891.

## Synopsis
Londres, 1891. Une série de crimes horribles a lieu. Sherlock Holmes est censé avoir disparu en même temps que son ennemi juré le Professeur Moriarty dans les chutes de Reichenbach. Alors qu'il se cache incognito le temps que les sbires de Moriarty soient mis hors d'état de nuire, et espère profiter de sa mort présumée pour parcourir le monde, son frère Mycroft lui rend visite à Paris. Mais des vampires londoniens ont retrouvé sa trace et tuent sa logeuse, en invitant Holmes à rejoindre le Maître...
Piégé par les vampires, Holmes doit rentrer à Londres et rencontre ce Maître, le duc Selymes : il apprend que les vampires ont depuis longtemps infiltré toutes les couches de la société anglaise, entretenant de bonnes relations avec les humains. Cependant Owen Chanes, un vampire malade, s'est échappé et a décidé de pourrir ces bonnes relations pour se venger des vampires ; pour cela il attaque ouvertement de hautes personnalités. Selymes et Holmes passent donc un pacte pour mettre fin aux agissements de Chanes.
Holmes réchappe de justesse à sa première confrontation avec Chanes et Selymes s'impatiente car les crimes se poursuivent, à tel point que la reine Victoria elle-même, excédée par les meurtres qui touchent son entourage, menace de mettre un terme aux relations avec les vampires : la guerre est proche. Sherlock Holmes remonte la piste de Chanes et comprend son histoire, comment il en est arrivé à ces extrémités. Ensemble, ils mettent au point un plan pour se débarrasser du Maître des vampires...

## Albums
- Sherlock Holmes et les Vampires de Londres, Soleil, coll. « 1800 » :

1. L'appel du sang (2010)  (ISBN 2-302-00966-5)[1].
2. Morts et Vifs (2010)  (ISBN 2-302-01083-3)[2].

- Sherlock Holmes et les Vampires de Londres : Intégrale, Soleil, coll. « 1800 », 2014  (ISBN 978-2-302-02467-0).